# Julia Saly
Julia Saly, nacida como Julia Salinero, es una actriz y productora de cine española retirada. A lo largo de los años trabajó en muchas películas con el cineasta de terror español Paul Naschy y fue una de sus actrices favoritas. Su carrera terminó en 1985, cuando la productora de cine de Naschy Aconito Films, cerró. 

## Trayectoria profesional
Su apodo era La Pocha, que se traduce aproximadamente como "Chica blanca", llamado así por un personaje que interpretó en una película de 1979 llamada Madrid al desnudo.  Julia Saly ha interpretado papeles en una multitud de subgéneros de películas de terror, como películas de brujería, películas de vampiros, películas de hombres lobo, películas de terror históricas, películas de fantasmas, películas de monstruos marinos, y películas de zombis. Ha sido descrita como uno de los "quién es quién" de la industria del cine de terror español. También es conocida por sus múltiples colaboraciones con el actor y director de cine Paul Naschy . Además de en su trabajo como actriz July Saly  ha trabajado como productora en películas como El retorno del hombre lobo, y The Beast and the Magic Sword .

## Filmografía
| Año  | Título                                                               | Role                                                | notas                      |
| ---- | -------------------------------------------------------------------- | --------------------------------------------------- | -------------------------- |
| 1973 | La guerrilla                                                         | Juana María                                         |                            |
| 1975 | La endemoniada (aka Demon Witch Child )                              | Sirvienta de Barnes                                 |                            |
| 1975 | La noche de las gaviotas                                             | Tilda Flanagan                                      |                            |
| 1975 | Muerte de un quinqui                                                 | Elena                                               |                            |
| 1976 | Último deseo (aka The People Who Own the Dark )                      | Marion                                              |                            |
| 1976 | Inquisición                                                          | Elvire                                              |                            |
| 1978 | Comando Txikia: Muerte de un presidente                              | María                                               |                            |
| 1978 | El huerto del francés (también conocido como el jardín del francés ) | Elvira Orozco                                       |                            |
| 1979 | Madrid al desnudo                                                    | Alicia                                              |                            |
| 1980 | El carnaval de las bestias (aka Human Beasts )                       | Teresa                                              |                            |
| 1980 | Los cántabros                                                        | Selenia                                             |                            |
| 1981 | El retorno del hombre lobo (aka The Craving )                        | Condesa Isabel Báthory                              |                            |
| 1983 | Latidos de pánico (aka Panic Beats )                                 | Geneviève                                           |                            |
| 1983 | La Bestia y la Espada Mágica                                         |                                                     | Solo productor             |
| 1984 | El último kamikaze (aka The Last Kamikaze )                          | Silvia                                              |                            |
| 1984 | Mi amigo el vagabundo                                                | Irene                                               |                            |
| 1985 | Operación Mantis (El exterminio del macho)                           | La seductora Jacqueline Genet / La diabólica Mantis | Papel final de la película |